# PM Entertainment Group Inc.
La PM Entertainment Group Inc. fu una casa di produzione fondata dai registi e produttori cinematografici Joseph Merhi e Richard Pepin ed aveva sede a Los Angeles; la casa di produzione ha prodotto una linea distintiva di film a basso e medio budget, principalmente film d'azione o arti marziali mirati al mercato dell'home video. La società si è diversificata nella produzione televisiva e nei veicoli di star a budget più elevato prima di essere venduta dai suoi fondatori nel 2000.

## Storia
Intorno al 1989, dopo essersi separati da Ronald Gilchrist, Richard Pepin e Joseph Merhi fondarono la PM Entertainment (PM Entertainment dai cognomi Pepin-Merhi). Sulla base della formula di successo sperimentata alla City Lights Entertainment, la PM Entertainment stipulò un contratto di distribuzione esclusiva con HBO e George Shamieh entrò come terzo socio e responsabile delle vendite. Il primo film prodotto dalla PM Entertainment fu L.A. Heat diretto da Merhi e interpretato da Lawrence Hilton-Jacobs e Jim Brown. Il film è stato rapidamente seguito da due sequel, L.A. Vice (1989) e Chance (1990) con Lawrence Hilton-Jacobs che riprende il ruolo di Jon Chance. Ha anche diretto Angels of the City nel 1989.
La compagnia ha iniziato a riunire un gruppo di attori e registi per lavorare a più progetti, tra cui Wings Hauser, che ha diretto e recitato in tre film per la compagnia nei primi anni '90, e Jeff Conaway, che ha recitato in tre film e diretto Bikini Summer II.
Sebbene la società si concentrasse principalmente sul mercato dell'azione e arti marziali, tentò di diversificare i suoi prodotti anche nei film per bambini (Magic Kid e Bigfoot: The Unforgettable Encounter) e nei drammi (Cellblock Sisters: Banished Behind Bars) con scarso successo. Durante gli anni '90, la PM Entertainment ha avuto successo nel genere kickboxing e arti marziali e ha sostenuto Cynthia Rothrock e Don Wilson in numerosi progetti cinematografici.
Nel 1997 PM Entertainment ha deciso che voleva raddoppiare le proprie strutture a Sun Valley, per trasferirsi in un sito di quasi 15 acri.
Il modello di business della PM Entertainment cambiò alla fine degli anni '90 per soddisfare la richiesta dei distributori che volevano che i film assumessero nomi affidabili per i progetti, e iniziarono a realizzare film come Inferno con Jean Claude Van Damme che influenzò notevolmente il loro margine di profitto. Joseph Merhi e Richard Pepin vendettero la società alla The Harvey Entertainment Company all'inizio del 2000 per 6,5 milioni di dollari in contanti e altri 1,45 milioni di dollari in azioni. George Shamieh rimase a capo della società sotto i nuovi proprietari. La società continuò a produrre veicoli di successo come Layover con David Hasselhoff e Camouflage con Leslie Nielsen, ma Shamieh lasciò la compagnia alla fine del 2000 a causa della ristrutturazione finanziaria della The Harvey Entertainment Company.
La CineTel Films è stata ingaggiata per commercializzare la libreria di PM Entertainment e vendere i diritti per le prossime produzioni Con Express e Lost Treasure con Stephen Baldwin. Questi sarebbero stati gli ultimi film prodotti sotto l'egida della PM Entertainment. Di fronte alla liquidazione, nel 2001, The Harvey Entertainment Company vendette i suoi asset, esclusa PM Entertainment, a DreamWorks Classic, sebbene PM Entertainment rimase nelle mani del capo di Harvey Roger Burlage, che in seguito mise la società in vendita, e due anni dopo, la società ha venduto PM Entertainment e il suo catalogo di oltre 150 film e 2 serie TV a Echo Bridge Entertainment, che ha anche acquisito le attività di CineTel Films.

## Filmografia parziale

### Film
- Mayhem - Disperata ricerca (Mayhem) (1986)
- Hollywood in Trouble (1986)
- Epitaph - Follia omicida (Epitaph) (1987)
- The Killing Game (1988)
- Le belve umane (Fresh Kill) (1988)
- The Newlydeads (1988)
- The Glass Jungle (1988)
- L.A. Crackdown II (1988)
- L.A. Crackdown (1989)
- Poliziotti a Los Angeles (L.A. Heat) (1989)
- Midnight Warrior (1989)
- L.A. Vice (1989)
- Emperor of the Bronx (1990)
- Repo Jake (1990)
- L'ultimo guerriero (The Last Riders) (1992)
- Impatto finale (Final Impact), co-regia di Stephen Smoke (1992)
- Maximum Force (1992)
- Nome in codice: Alexa (CIA Code Name: Alexa) (1992)
- Zero Tolerance (1994)
- Giorni di fuoco (Rage) (1995)
- Natale di fuoco (Riot) (1996)
- Trappola per il presidente (Executive Target) (1997)
- Game of Life (2007)

#### Televisione
- Strade violente (Heat Street) - film TV (1988)
- Night of the Wilding - film TV (1990)
- Tenente Jack - Doppio bersaglio (The Killers Edge) - film TV (1991)
- Il mio amico ninja (Magic Kid) - film TV (1993)
- Per essere i migliori (To Be the Best) - film TV (1993)
- Bersagli mobili (Direct Hit), co-regia di Paul G. Volk - film TV (1994)
- L'ultimo bersaglio (Last Man Standing) - film TV (1995)
- I giustizieri (The Sweeper) (1996)
- L.A. Heat - serie TV, episodi 1x16 (1997)
- The Jadagrace Show - serie TV, 11 episodi (2012)